# Flying Down to Rio

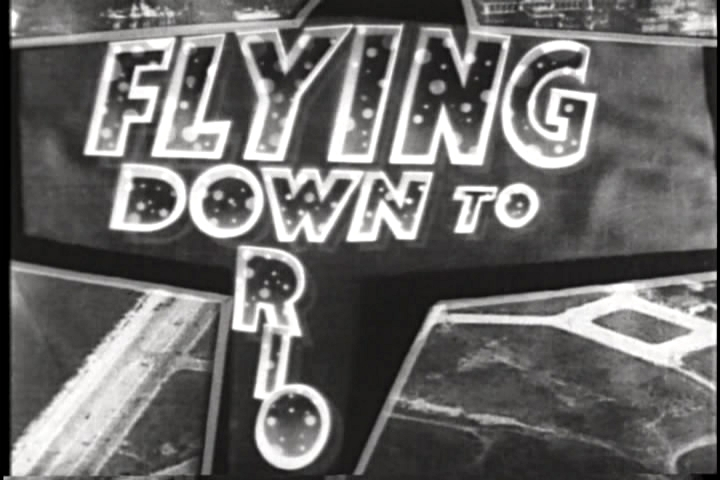
Cena do trailer de Flying Down to Rio.

Flying Down to Rio (prt: Voando para o Rio de Janeiro; bra: Voando para o Rio) é um filme estadunidense de 1933, do gênero comédia romântico-musical, dirigido por Thornton Freeland para a RKO Pictures, com roteiro baseado numa peça teatral inédita de Anne Caldwell e Louis Brock, por sua vez baseada numa história original de Louis Brock.

## Música
Além da trilha sonora de Max Steiner, Flying Down to Rio apresenta as canções "Music Makes Me", "Orchids in the Moonlight", "Carioca" e "Flying Down to Rio", compostas por Vincent Youmans (melodia), Edward Eliscu e Gus Kahn.

## Sinopse
Roger (Gene Raymond) um músico bonito e charmoso americano, é cativado pela beleza de Belinha de Rezende (Dolores del Rio), uma bela aristocrata brasileira. Mas Belinha voltou ao Brasil para se casar com um homem, só para salvar seu pai. Roger, com sua banda, liderada por Fred (Fred Astaire) e Mel (Honey na versão em inglês) (Ginger Rogers), deve viajar até o Brasil para impedir o casamento.

## Elenco
- Dolores del Rio .... Belinha de Rezende
- Gene Raymond .... Roger Bond
- Raul Roulien .... Júlio Ribeiro
- Ginger Rogers .... Honey Hale
- Fred Astaire .... Fred Ayres

## Prêmios e indicações
| Prêmio     | Categoria              | Recipiente                                            | Resultado |
| ---------- | ---------------------- | ----------------------------------------------------- | --------- |
| Oscar 1935 | Melhor canção original | "Carioca" (Vincent Youmans, Edward Eliscu e Gus Kahn) | Indicada  |